# Paracles soricina
Paracles soricina là một loài bướm đêm thuộc phân họ Arctiinae, họ Erebidae.